# 印章 (東亞)

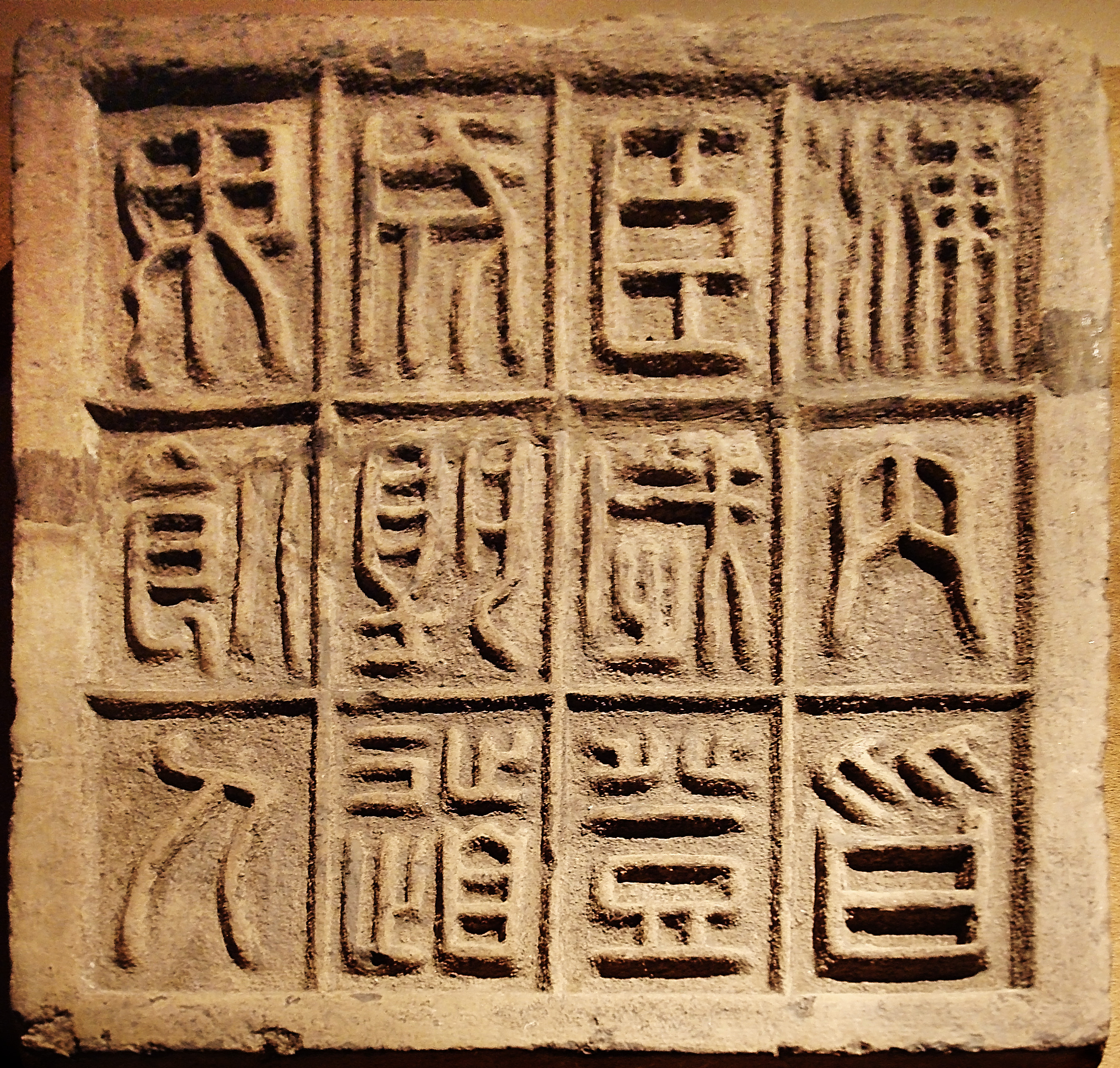
古代印章

印章發源於中國，俟流傳於東亞文化圈後成為其傳統重要文化，不但是日常生活的用品，印章的圖案、文字雕刻和印章本身的造型都有很高的藝術價值。國家或君主的專用印信則稱為璽，歷史上亦有專門授予君主配偶的印信，如西漢的皇后之璽，此印由西漢首任皇后呂雉所持有。

## 歷史

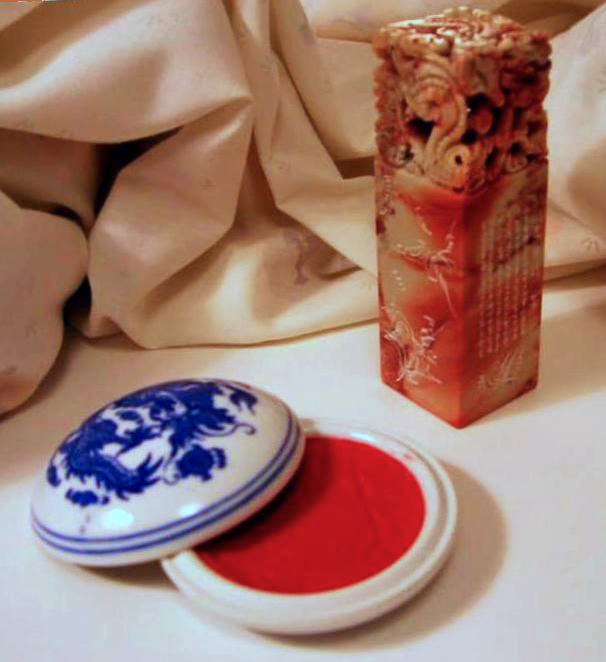
中國的印章與印泥

印章據说源于中國“三代”的制陶（《后汉书·祭祀志》曰：“三皇无文，结绳以治，自五帝始有书契。至于三王，俗化雕文，诈伪渐兴，始有印玺以检奸萌，然犹未有金玉银铜之器也。”唐朝杜佑《通典》说：“三代之制，人民皆以金玉为印。”）或源于商殷墟甲骨文的契书和青铜铸造的铭文，至今尚未定论。根据历史记载和考古遗物，印章在春秋战国时期已经较为普遍使用。後來，印章傳至東亞其他地區如日本、朝鮮、越南等地，成為這些地區傳統的文化之一。印章在朝鮮的使用最早可追溯至公元前二世紀的扶餘國。
另据《抱朴子·登涉篇》载：“古之人山者，皆佩黄神越章之印，其广四寸，其字一百二十，以封泥著所住之四方各百步，则虎狼不敢近其内也。”可見印章亦有驅邪之用。
中国古代政府在册封以及官员任命时，授受印章，以做信物，是为信印，即后世所称的公章。此类印章是政治权力的象征，通常随官职和爵位，顺序传承，并非个人所有。中国历代君主使用的印章——玺，则是国家最高权力的象征。汉代纬书《春秋运斗枢》云，“黄帝时，黄龙负图，中有玺者，文曰‘天王符玺’”；《春秋合诚图》中，“尧坐舟中与太尉舜临观，凤凰负图授尧，图以赤玉为匣，长三尺八寸，厚三寸，黄玉检，白玉绳，封两端，其章曰‘天赤帝符玺’”。黄帝、尧舜皆是传说人物，此类说法，并非信史。最为知名的玺是秦始皇的传国玺。

## 发展

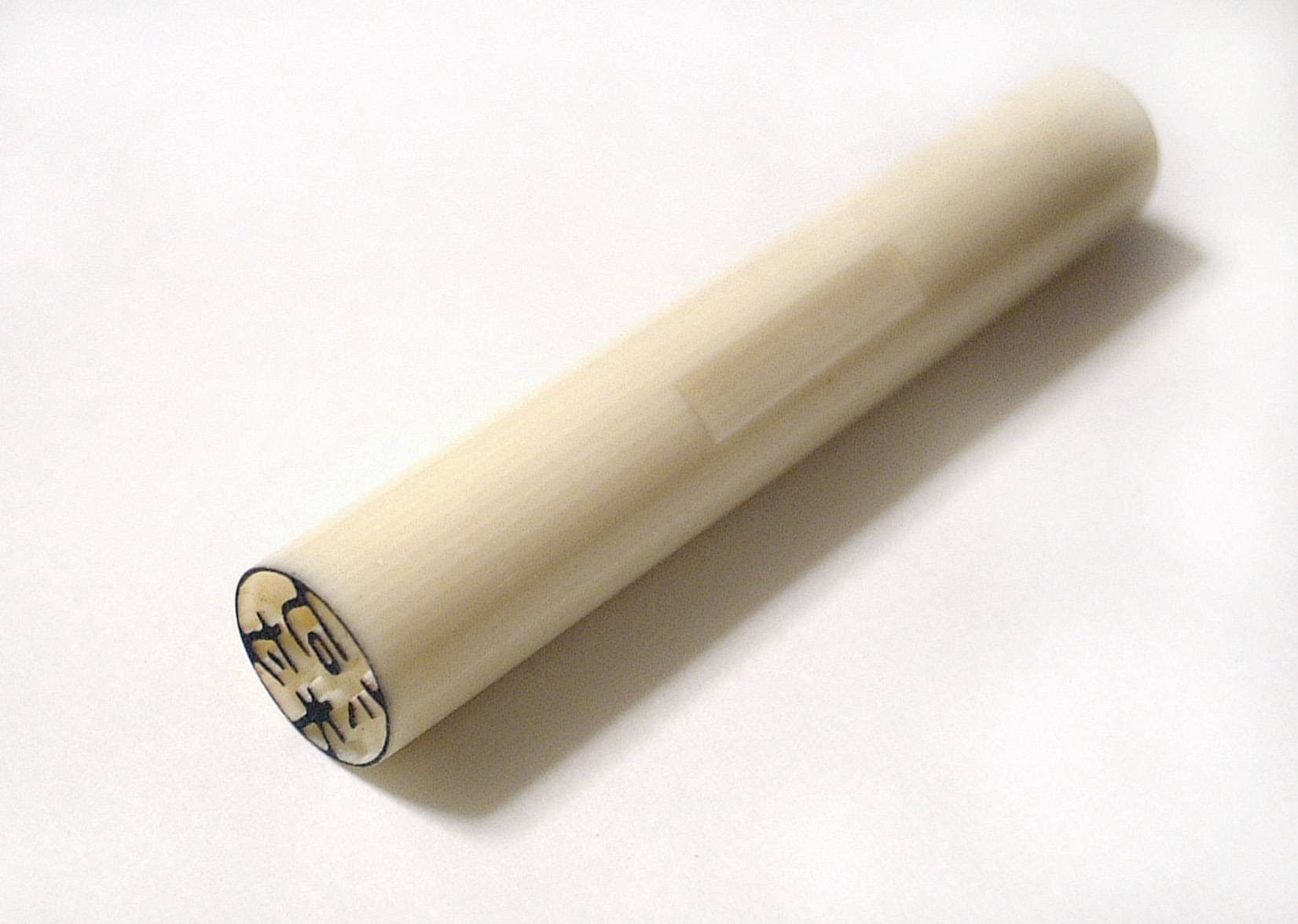
日本姓氏「河村」的印章

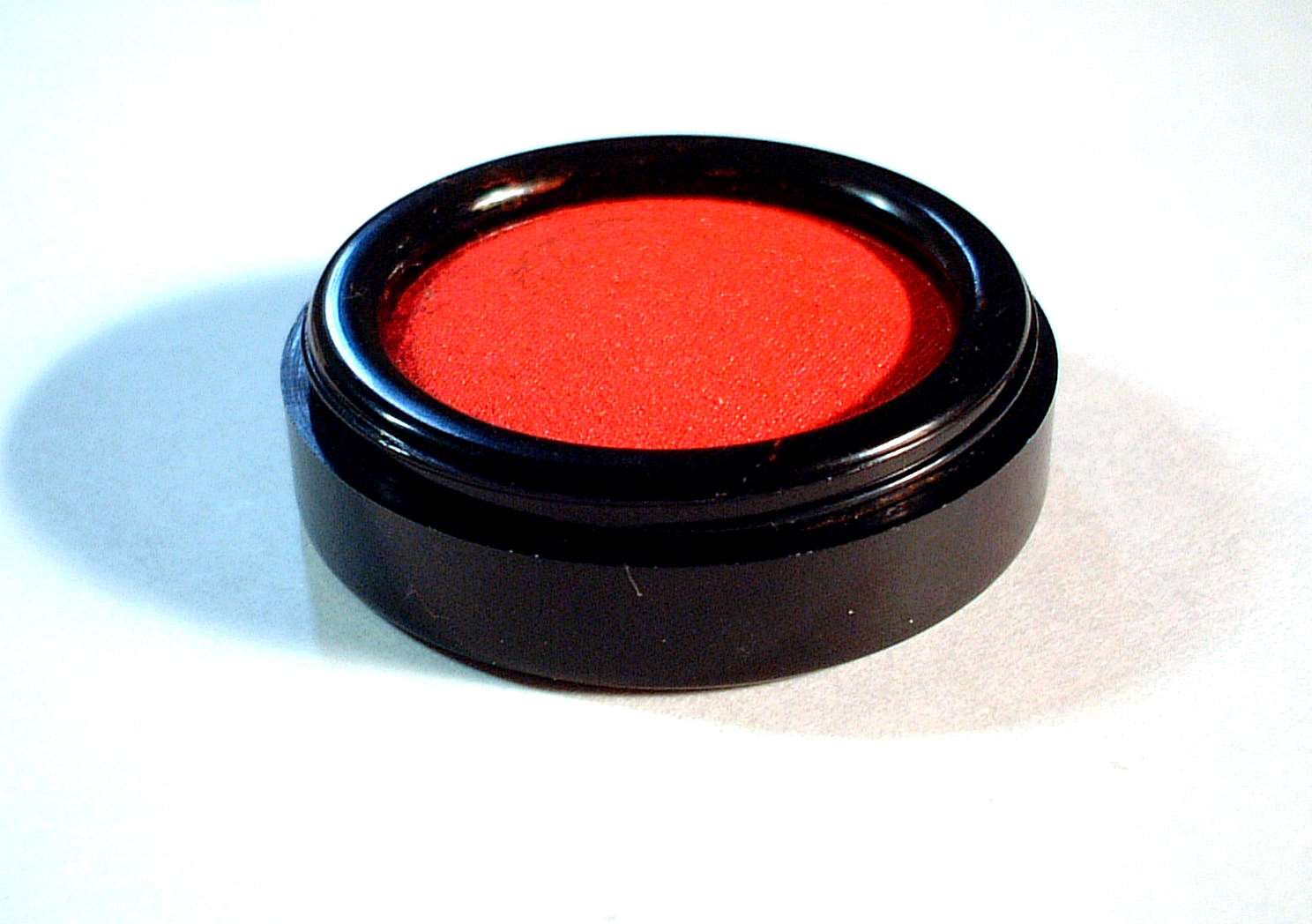
日本的印泥，稱為「朱肉」。

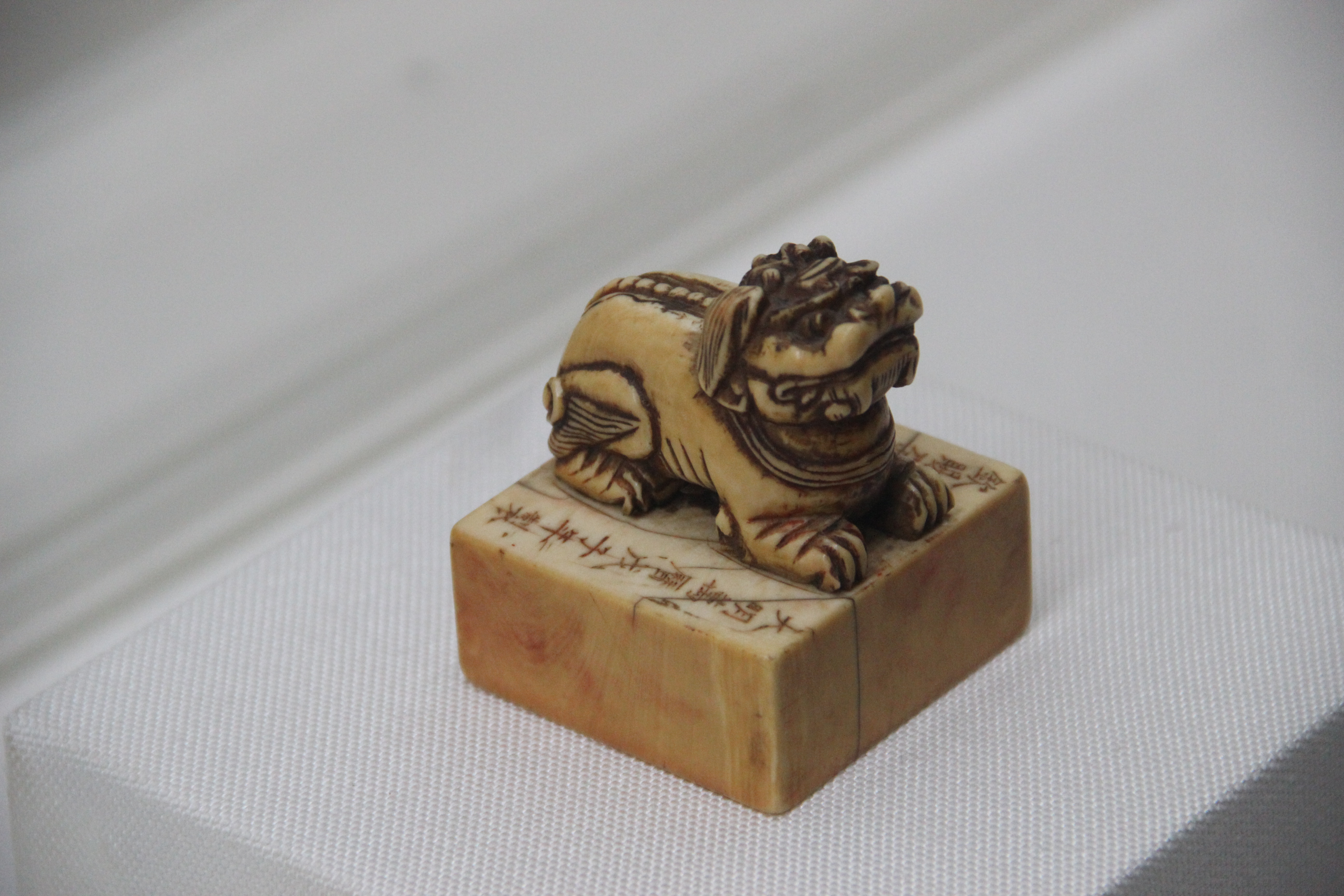
明代象牙印章，製於萬曆戊子年間

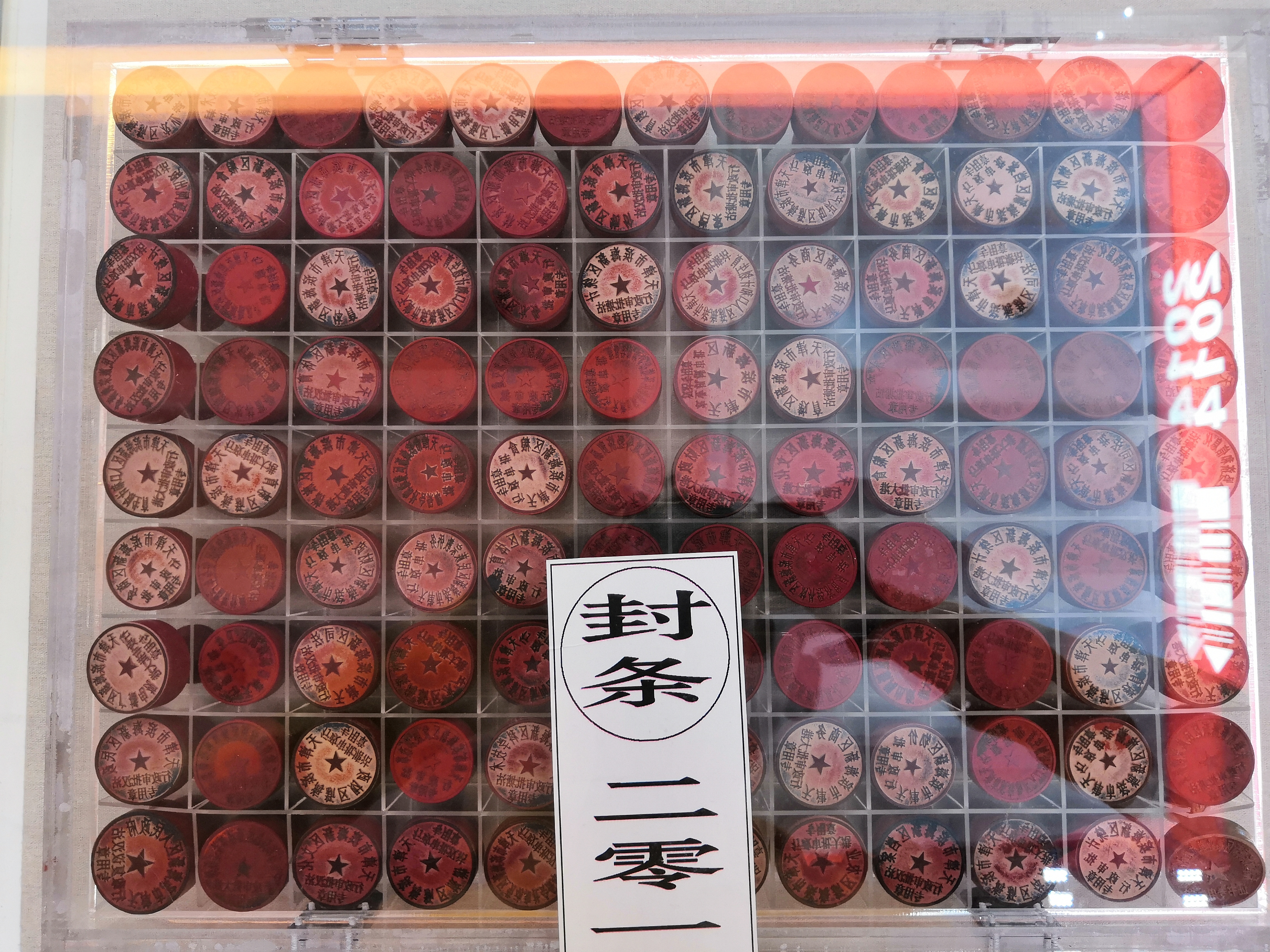
封存的中華人民共和國國家行政機關印章，跟傳統印章分別較大

- 印章材料的发展：陶曾为印章最古老的材料，后渐发展为金、银、铜、玉、锡、竹、骨、石、木、牛角、象牙等，乃至现代的塑料、橡胶；明朝后半叶，文人采用叶蜡石为印章材料，流传至今。
- 印章名称的发展：秦以前，诸侯大夫之印称为“玺”，其余称‘印’[1](也作“钤”)；到秦一统六国后的“玺”（皇帝专称）与“印”（臣民所称）；汉朝时期，称之“玺”或“章”；至唐武后改“玺”为“宝”；而唐至清“玺”、“宝”并用。民间对印章的称呼还有“印信”、“记”、“朱记”、“图章”、“戳子”等。日語又稱「判子」。

## 印文
大部份印章上都刻上文字，當中以漢字爲主，大部份採用篆書，有些甚至採用金文、甲骨文。現代的印章也有用隸書、楷書的。日本有一些刻假名的印章，韓國也有一些刻上諺文的。還有一些非文字印章，如肖形印，刻的是圖案。

### 範例

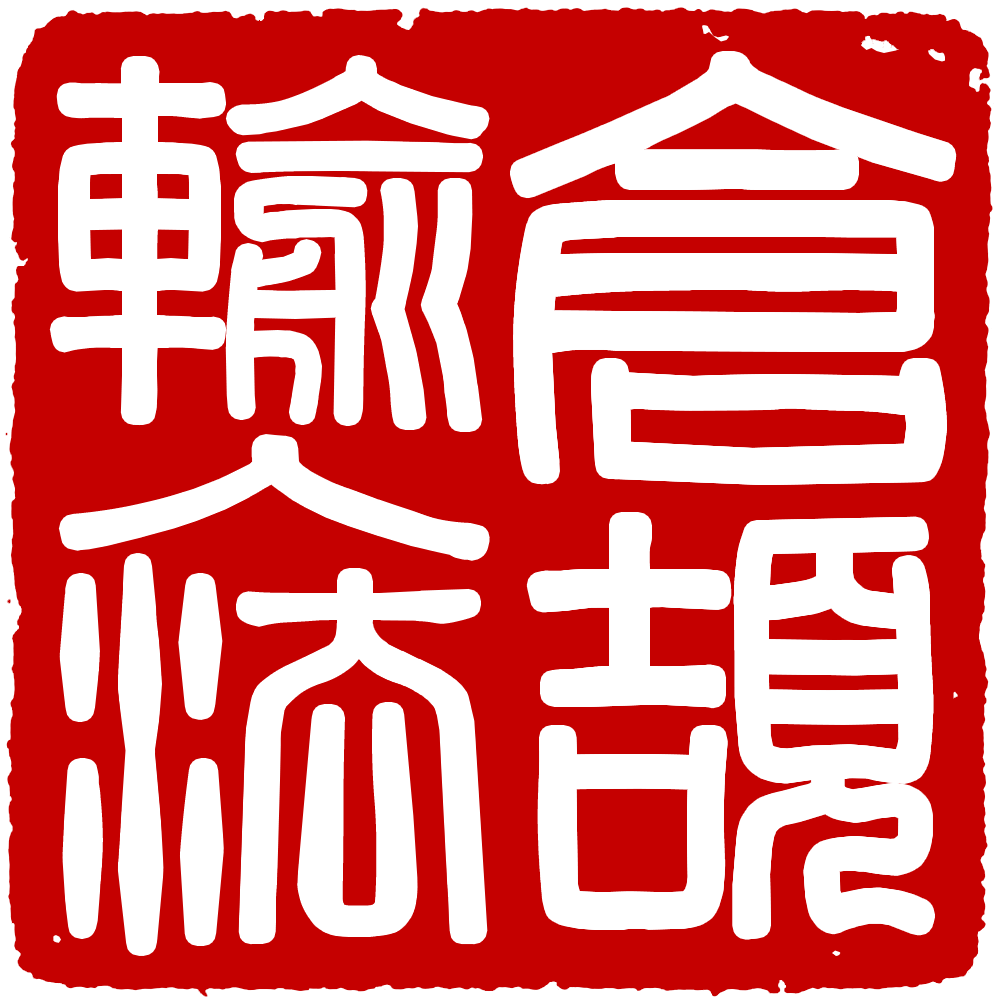
較呈方角的粗篆文印章「倉頡輸入法」
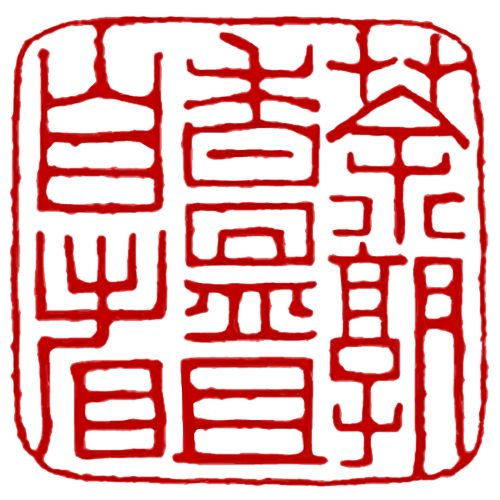
較呈方角的細篆文印章「茶熟香溫且自看」
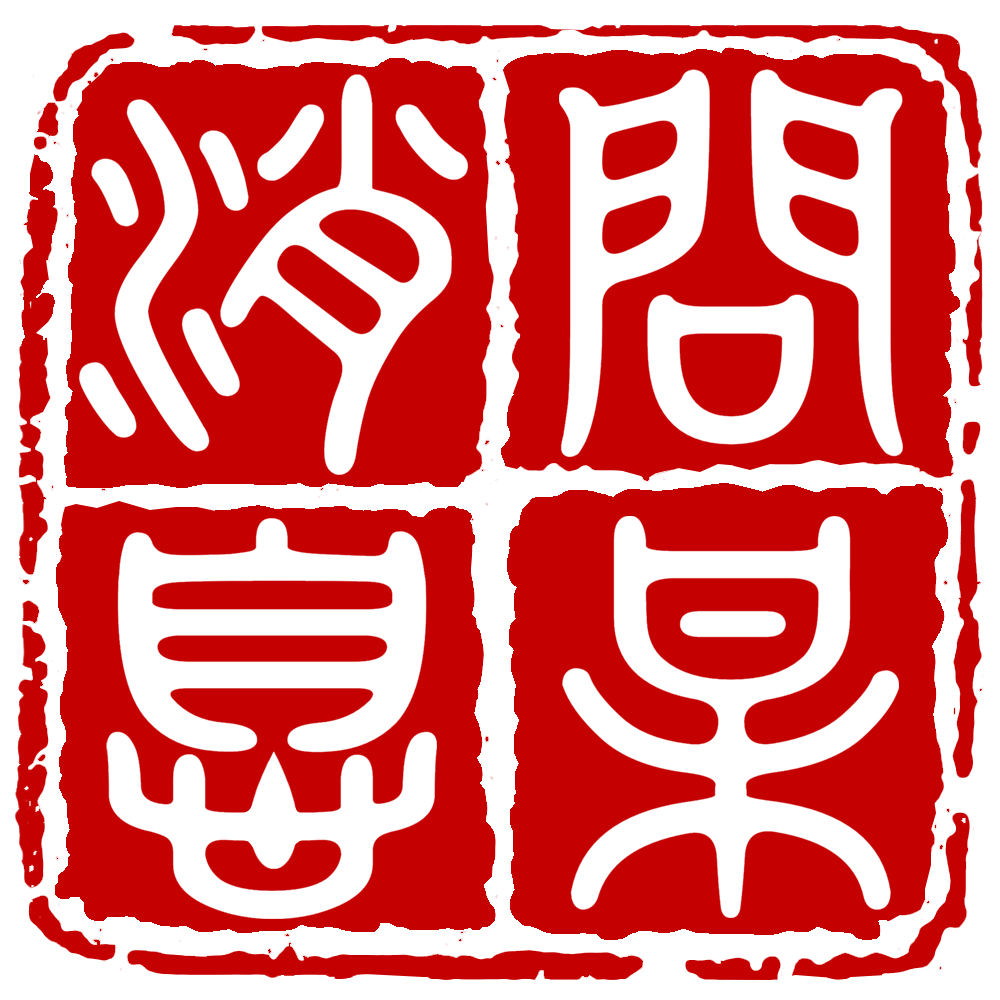
較圓潤的粗篆文印章「問梅消息」
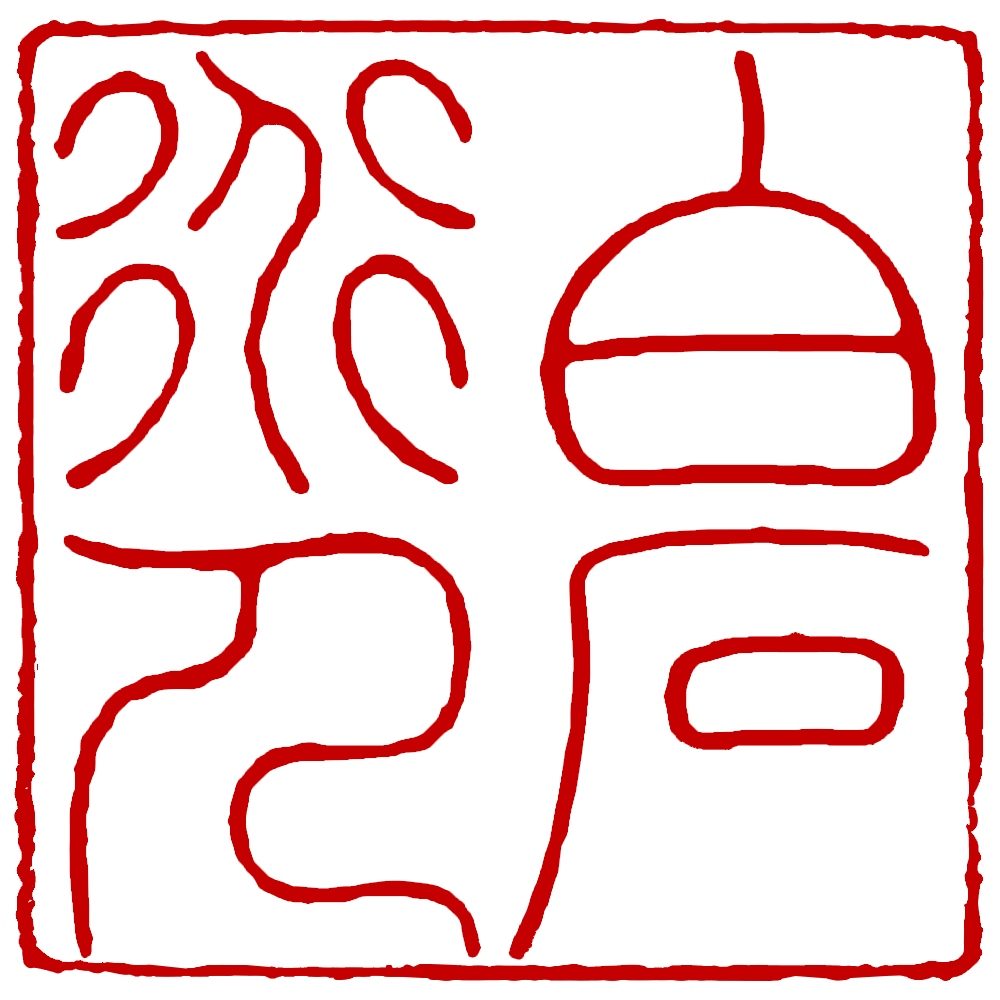
較圓潤的細篆文印章「白石道人」
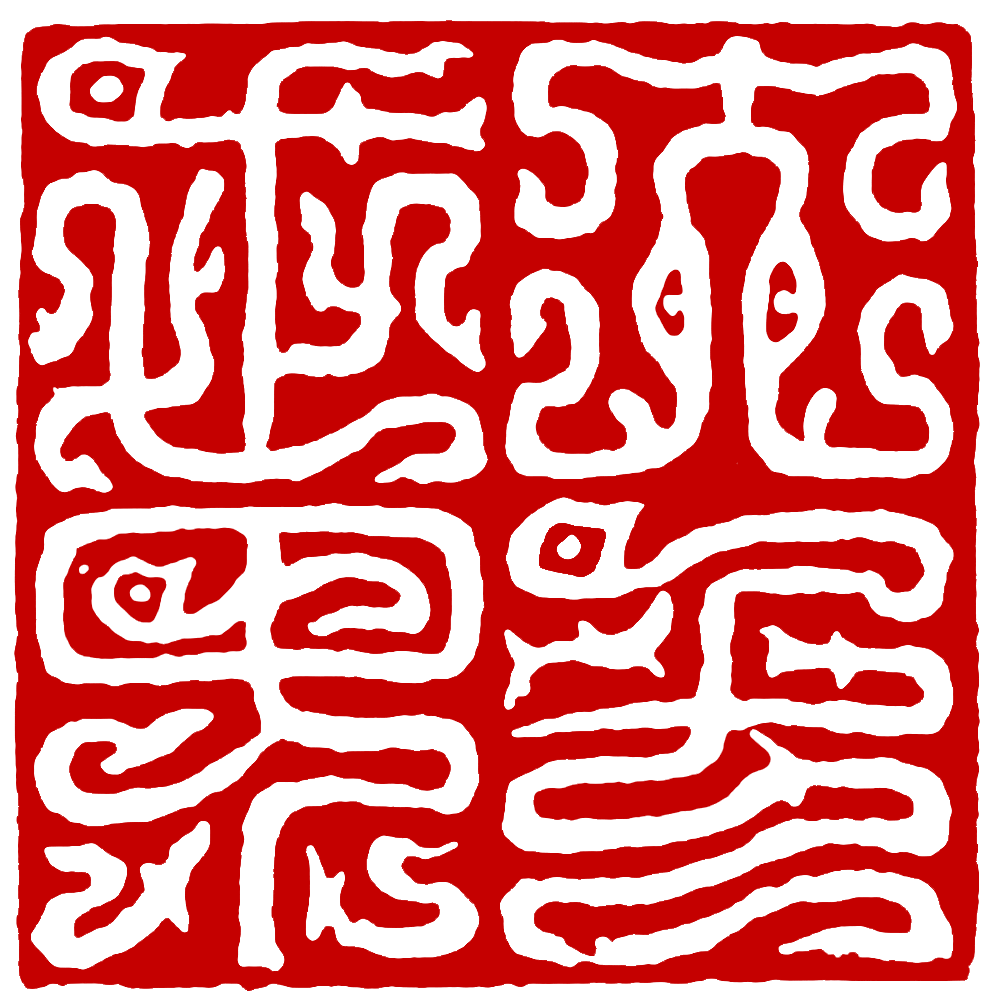
鳥蟲篆印章「大千世界」
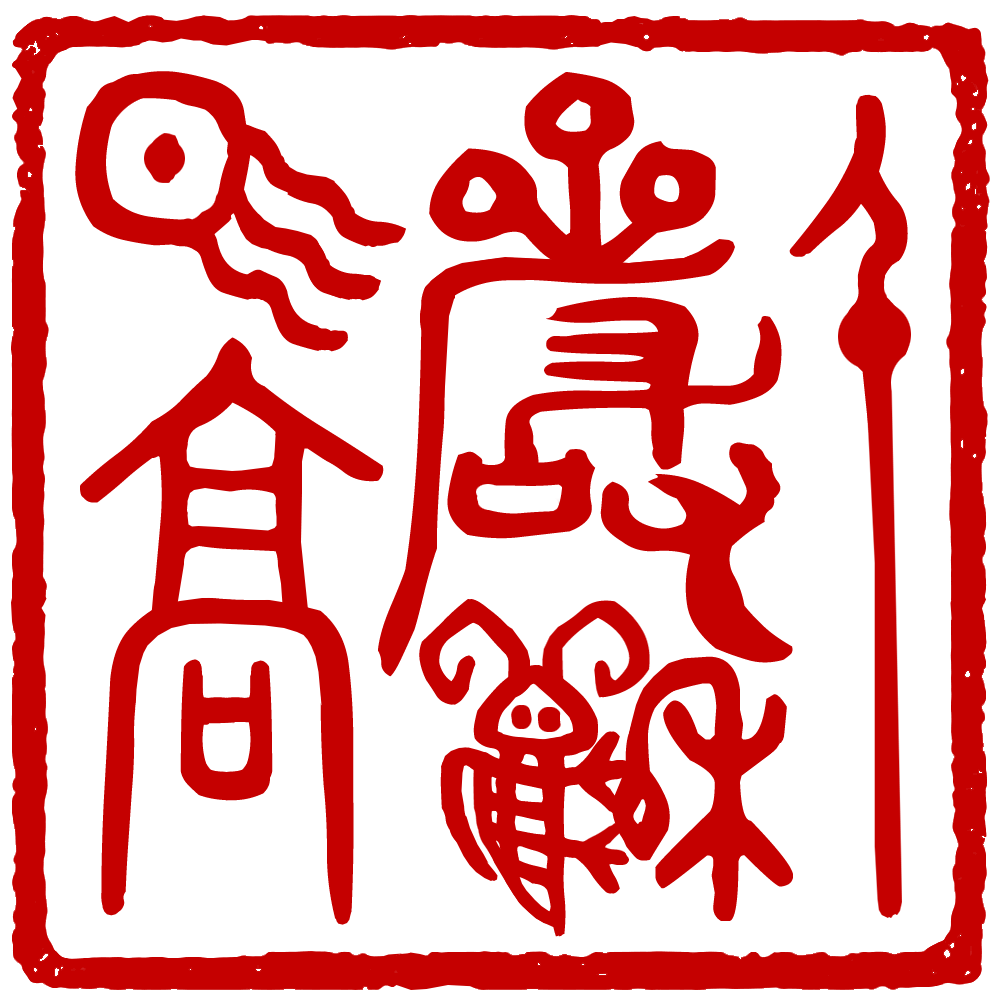
金文印章「千巖秋气高」
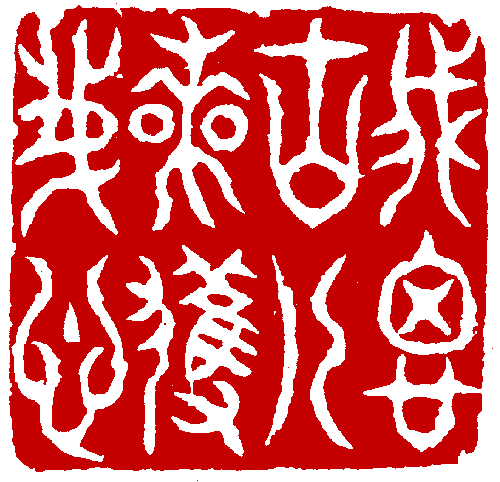
傳抄古文印章「我思古人實獲我心」
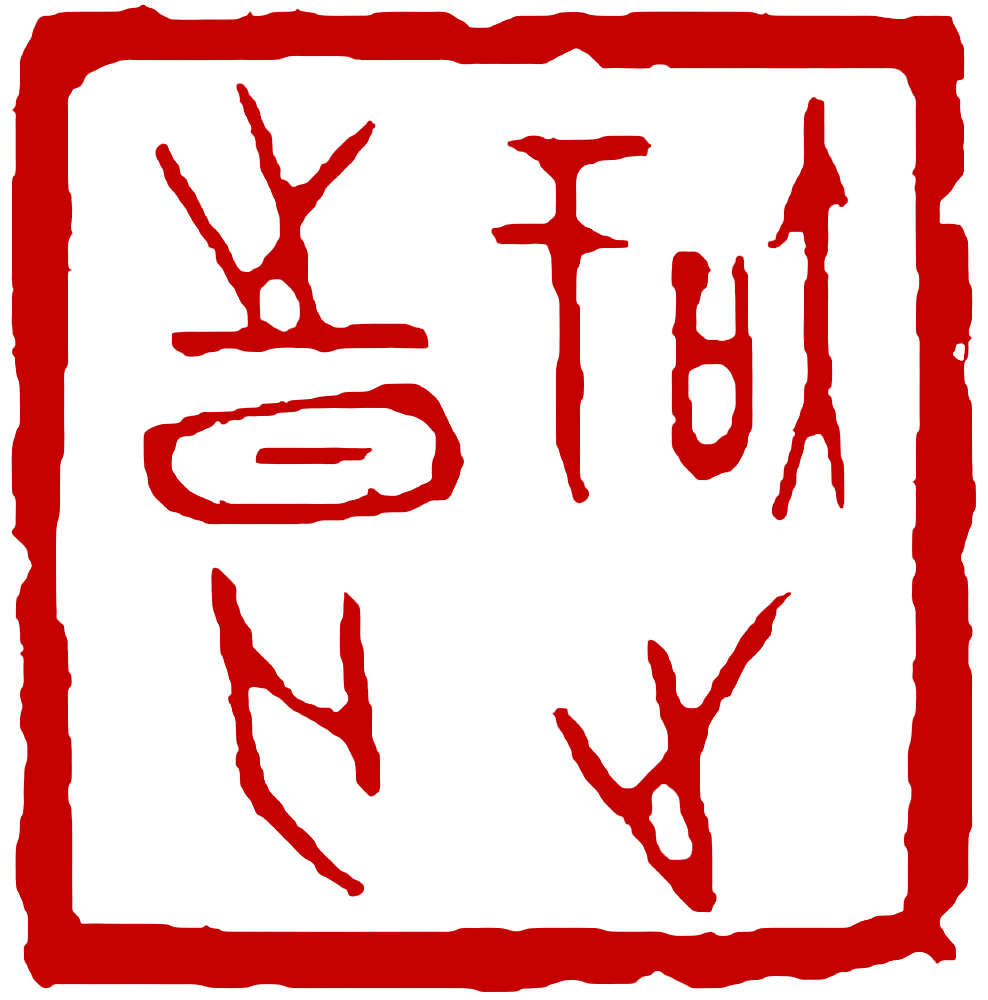
甲骨文迴文印章「知時無止」
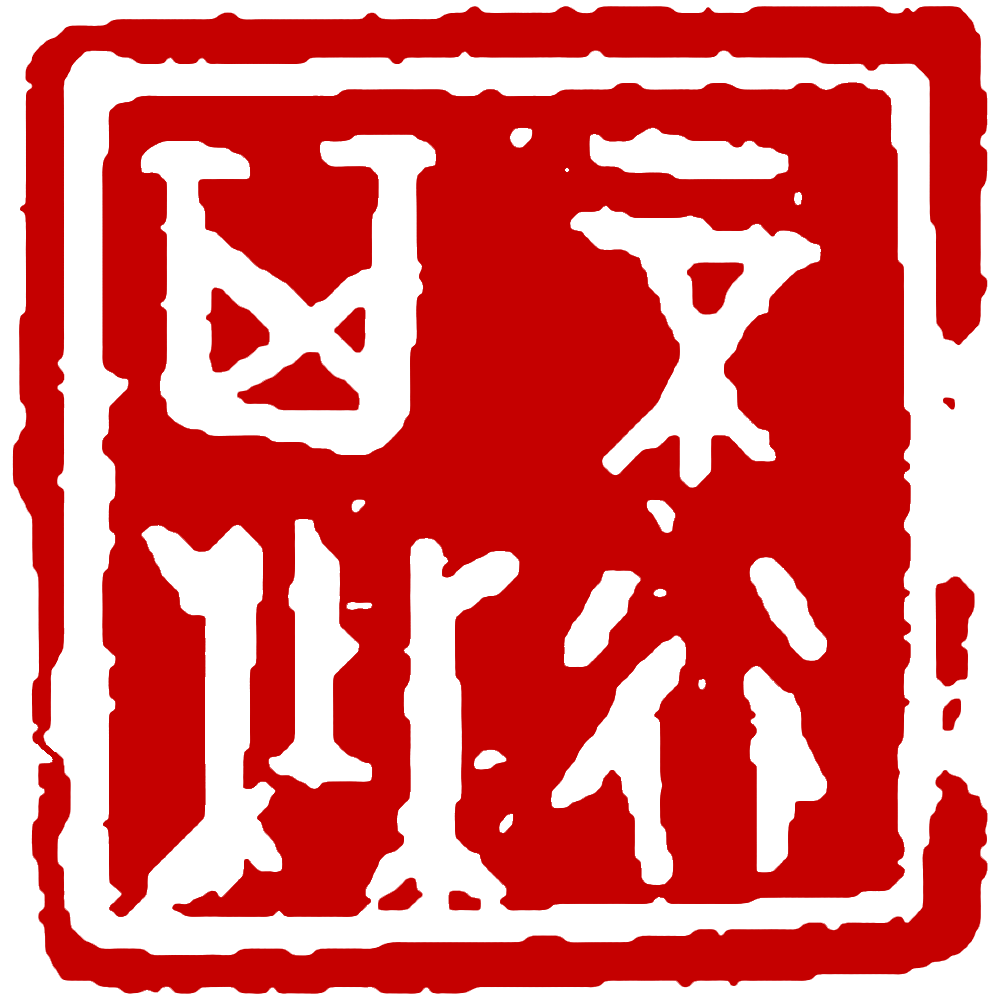
甲骨文印章「不行其野」
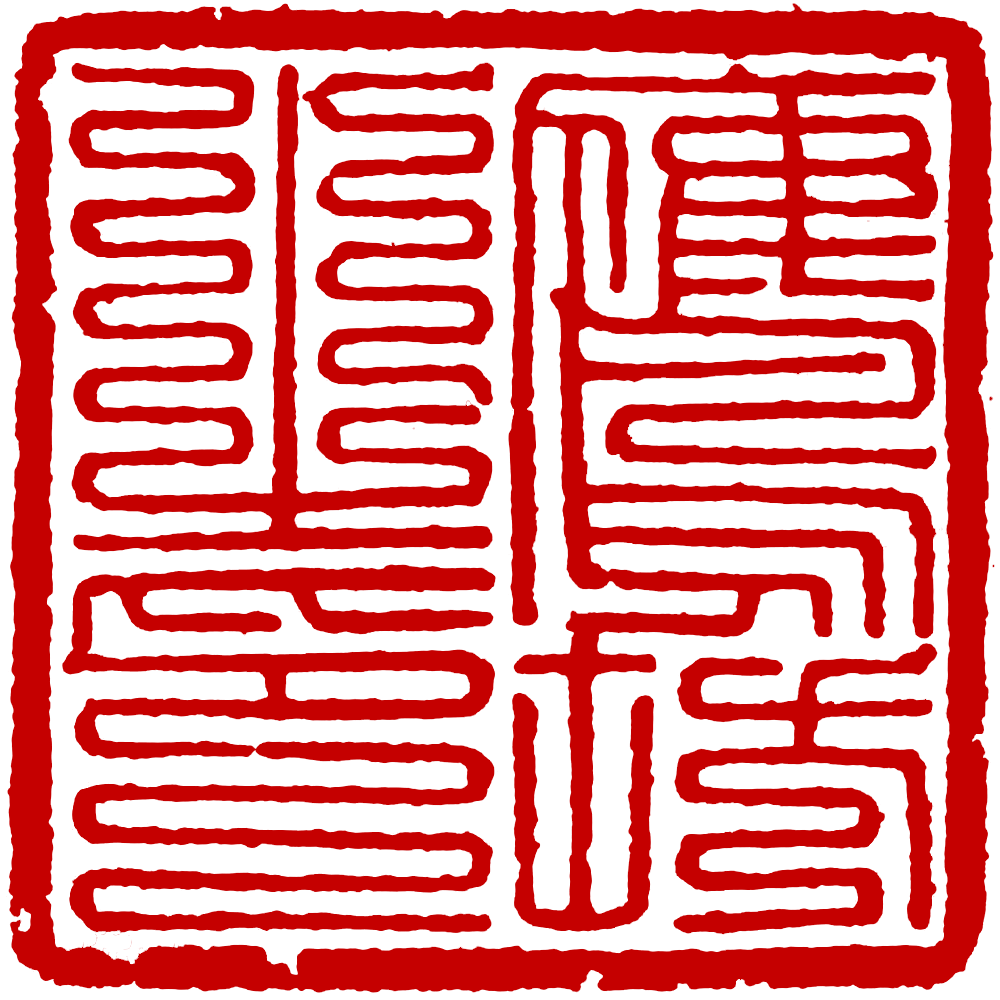
九疊篆印章「鷹坊之印」
篆文印章「大明皇帝之寶」
陽文篆字印章「中華民國之璽」
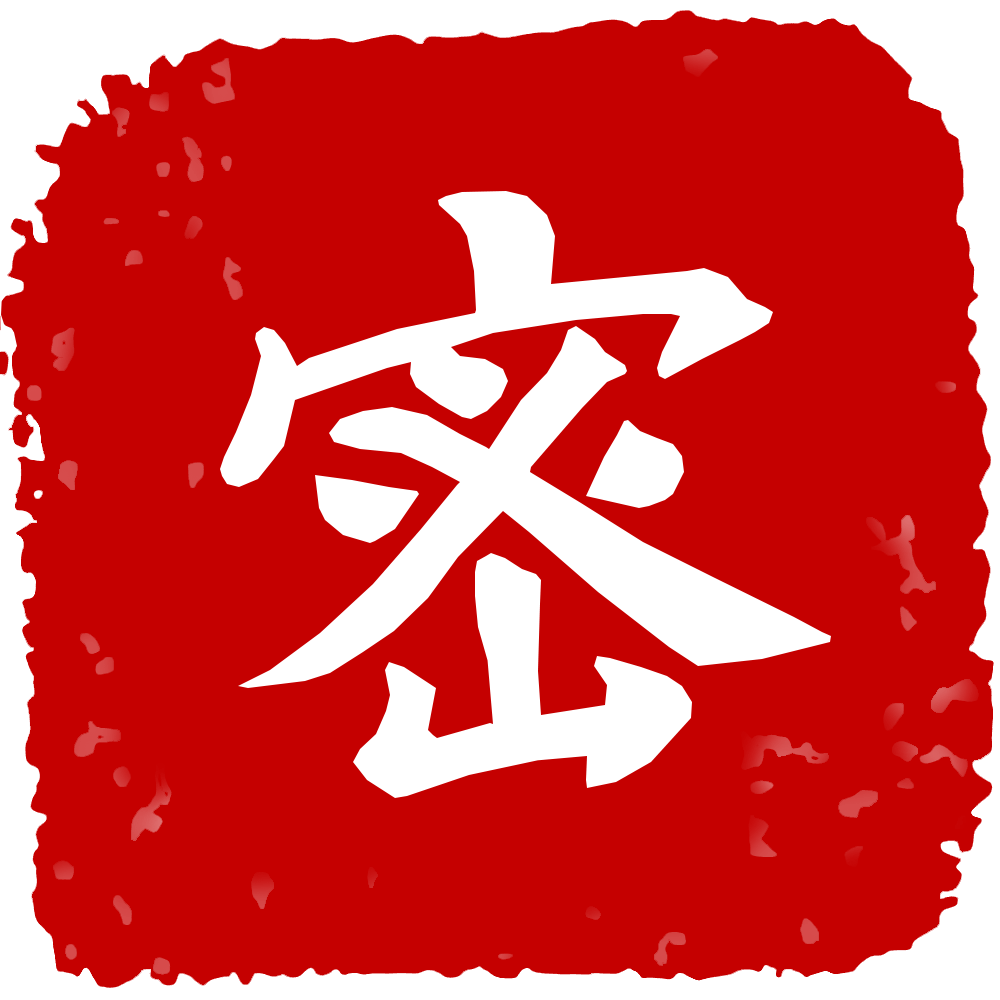
楷書印章「密」
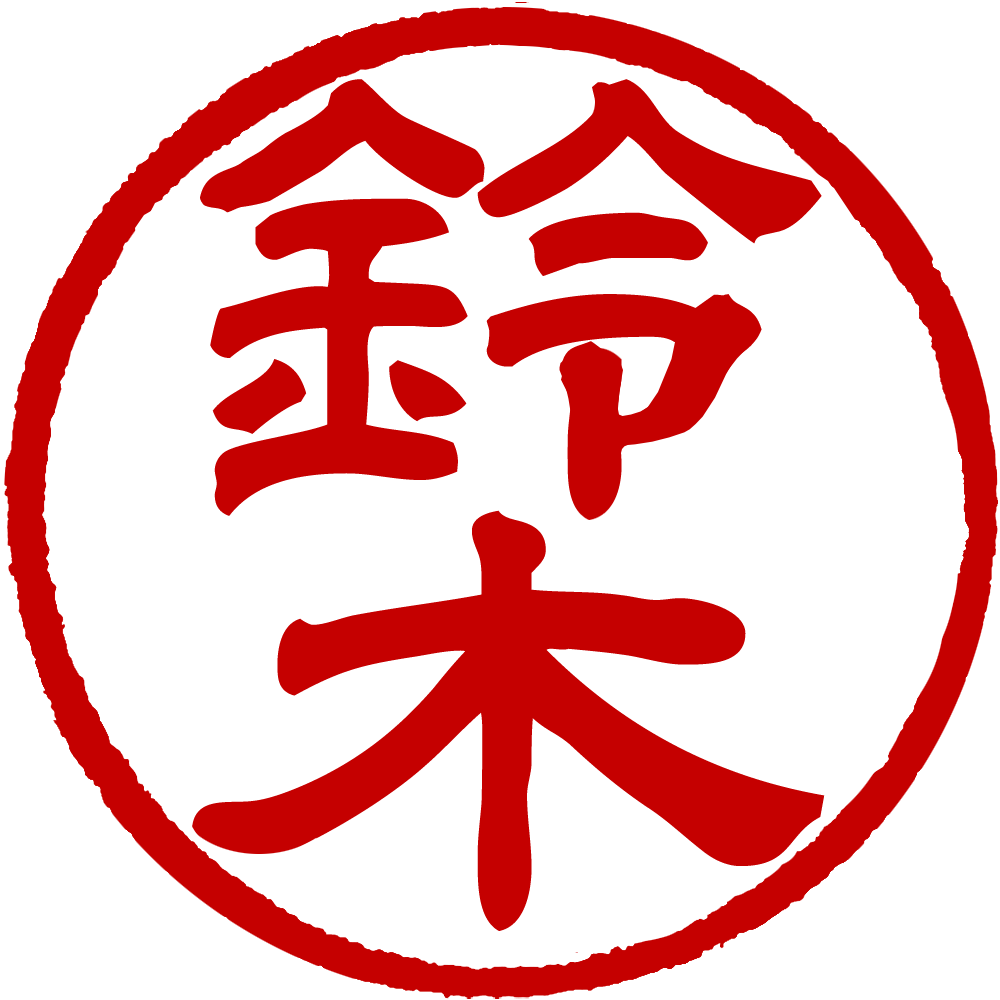
隸書印章「鈴木」
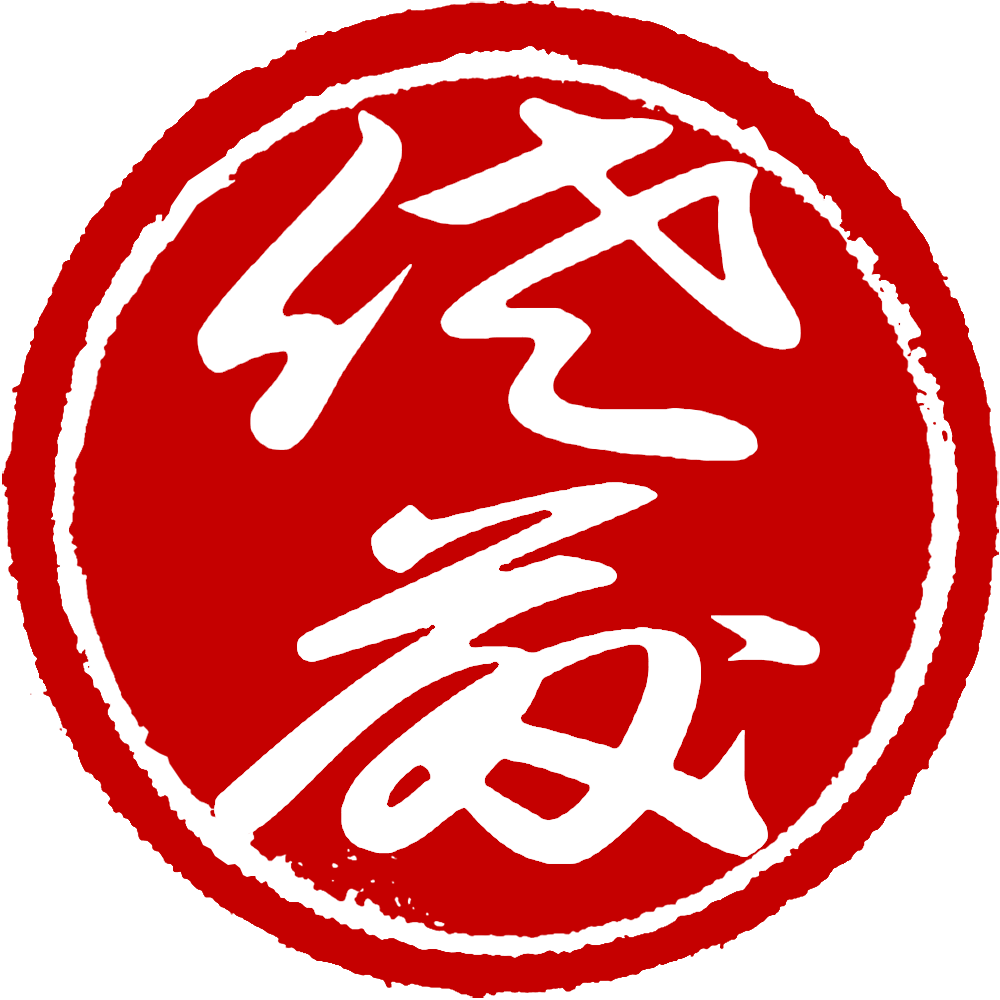
草書印章「佐藤」
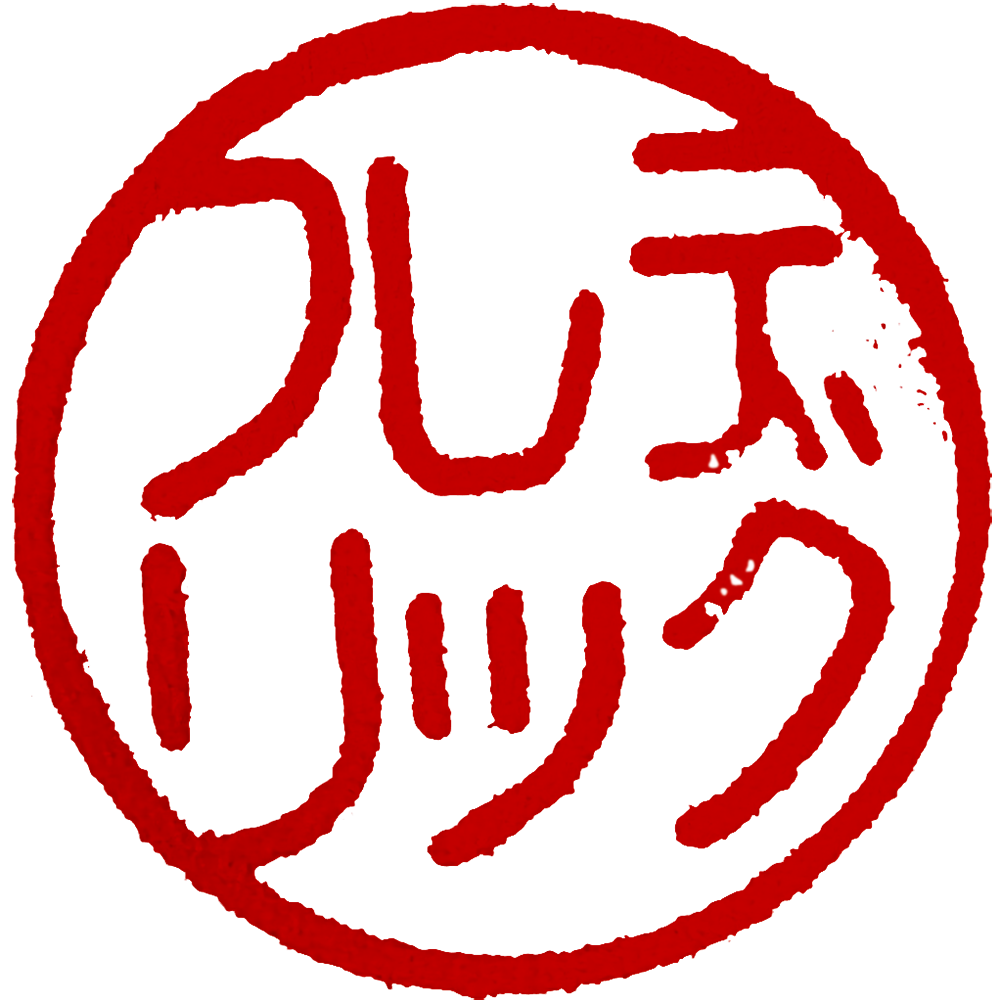
日本語片假名印章「フレデリック」
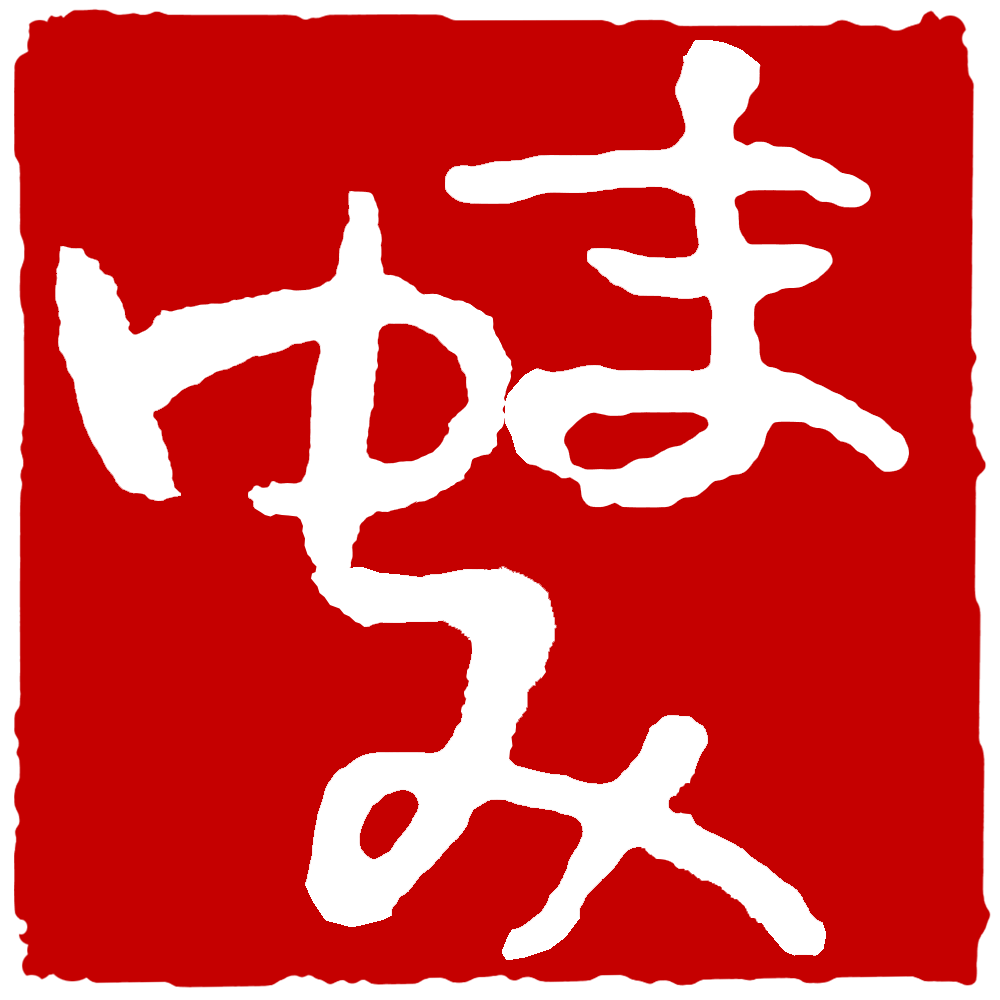
日本語平假名印章「まゆみ」
韓國諺文印章「대한민국（大韓民國）」
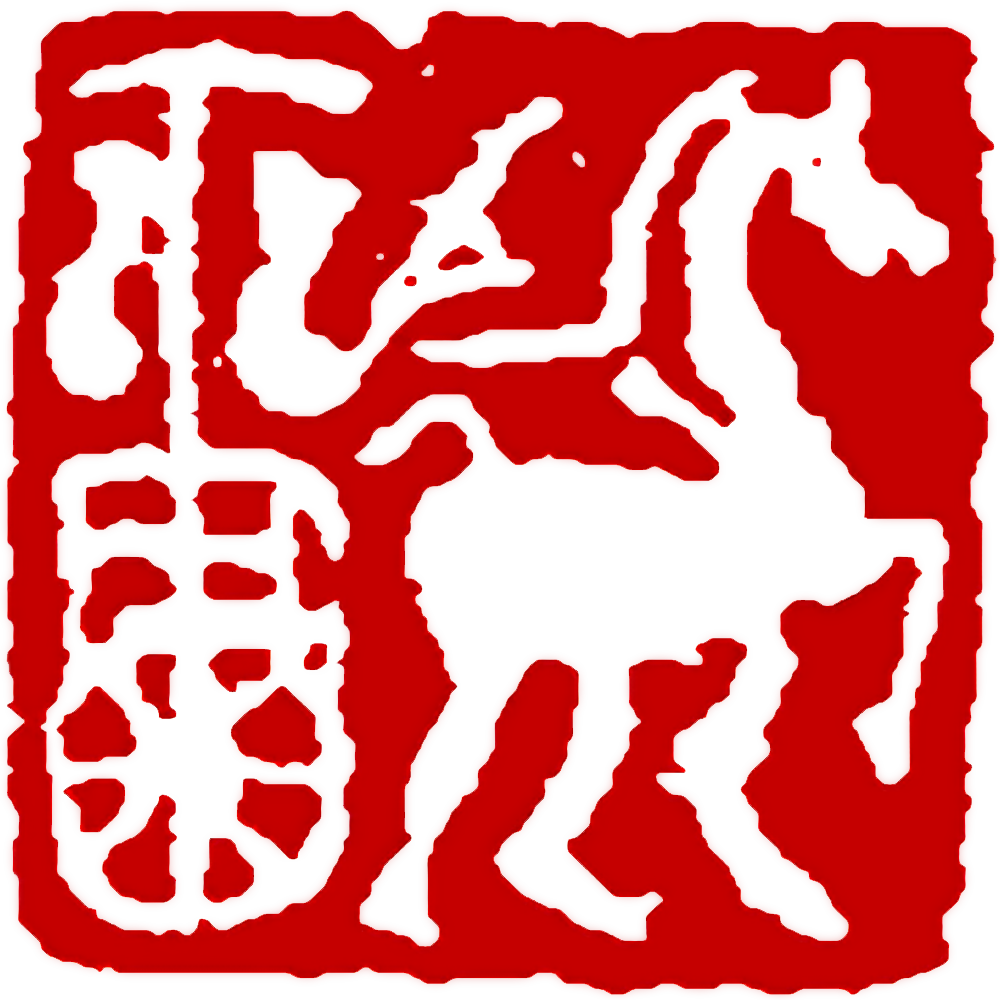
肖形印「車馬出行」
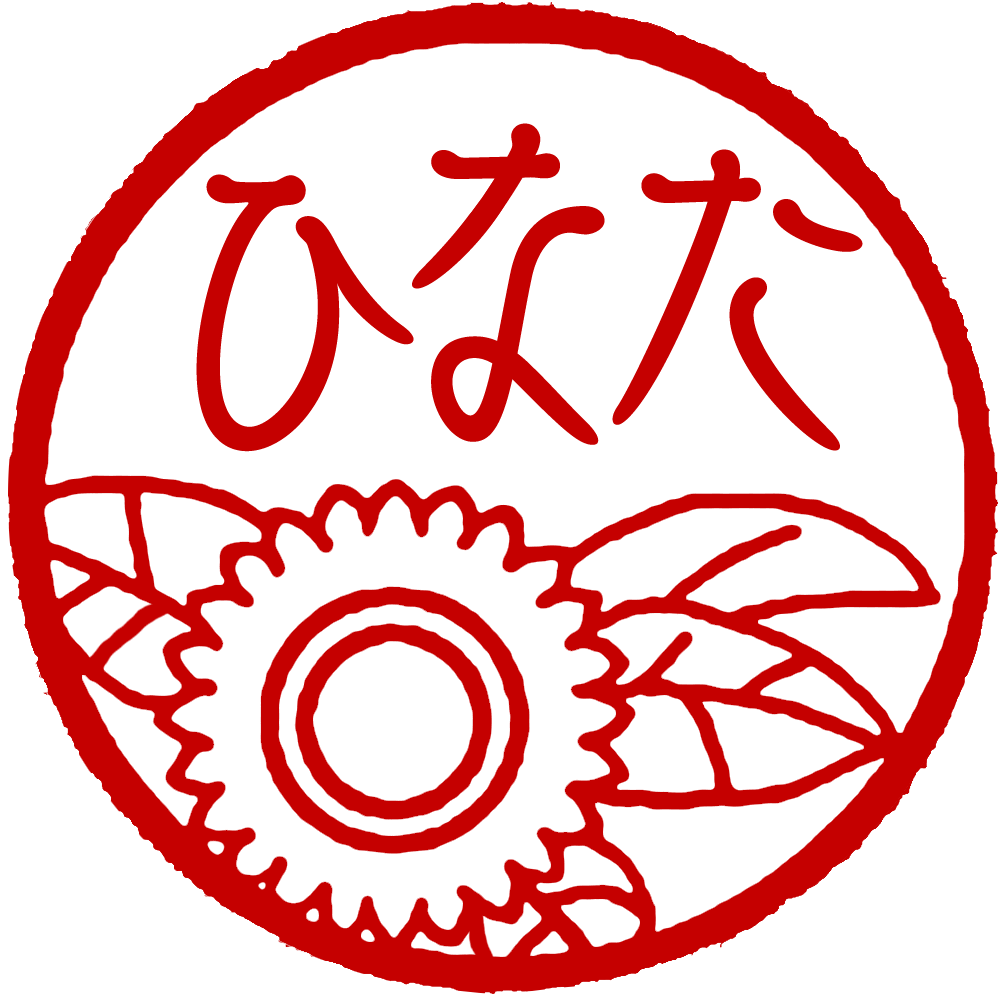
平假名「ひなた」與向日葵圖案混合印章

須注意的是，古時漢字比今天少，製作印章時每每要借用通假字，比如上方的印章中，「茶熟香溫且自看」以「孰」通假「熟」，「千巖秋气高」以「嚴」通假「巖」，「知時無止」以「亡」通假「無」。有些漢字古時音義與今天未必全同，如「問梅消息」的「梅」，金、篆時作「某」，《說文》云：「某，酸果也。从木从甘。」今天「梅」與「某」已分化爲二字，音、義已不相同，但印上仍依舊用，須讀爲「梅」之音，解作「梅」之義。
也有些古字與今天寫法殊異，如「秋」之金文爲「龝」，从「禾」从「𬟏」（蝗、蛐類之蟲）；「時」之金文作「旹」，从「日」，「㞢（之）」聲；「野」之甲骨文作「埜」，从「林」从「土」等，解讀時須掌握文字學知識。明清時期有些篆刻家愛用罕見的傳抄古文，如「我思古人實獲我心」的「實」字像「木」上有果實；「千巖秋气高」之「气」作「𣅠」，从「日」从「气」；「道」於印章裏，也常作「𧗞」，「人」步「行」（路口）中之貌。而鳥蟲篆、九疊篆等文字，由於加上了許多裝飾，即使文字學家也未必好辨。

### 白文與朱文
印章分白文（陰刻、陰文）與朱文（陽刻、陽文）兩種。白文是指印章上的文字凹下去，印出來時文字不被印泥沾色的印章；朱文是指印章上的文字凸出來，印出來時文字給紅色印泥上了色的印章。還有一些印章是朱白相間的。

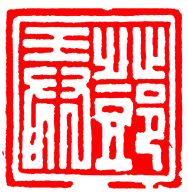
白文章（陰刻）「鄧弄」
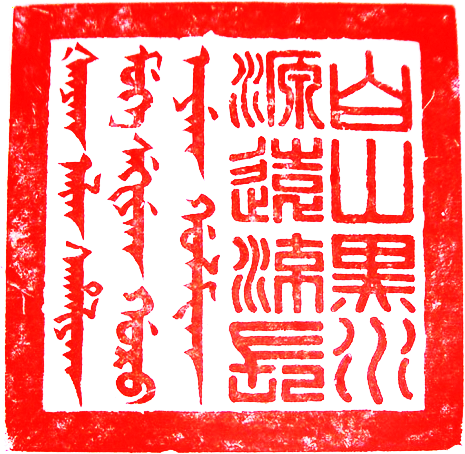
朱文章（陽刻）「白山黑水源遠流長」及其同義滿文
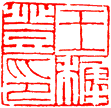
朱白相間文章「王穉登印」
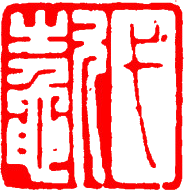
右朱文，左白文的章「弋𣤶」
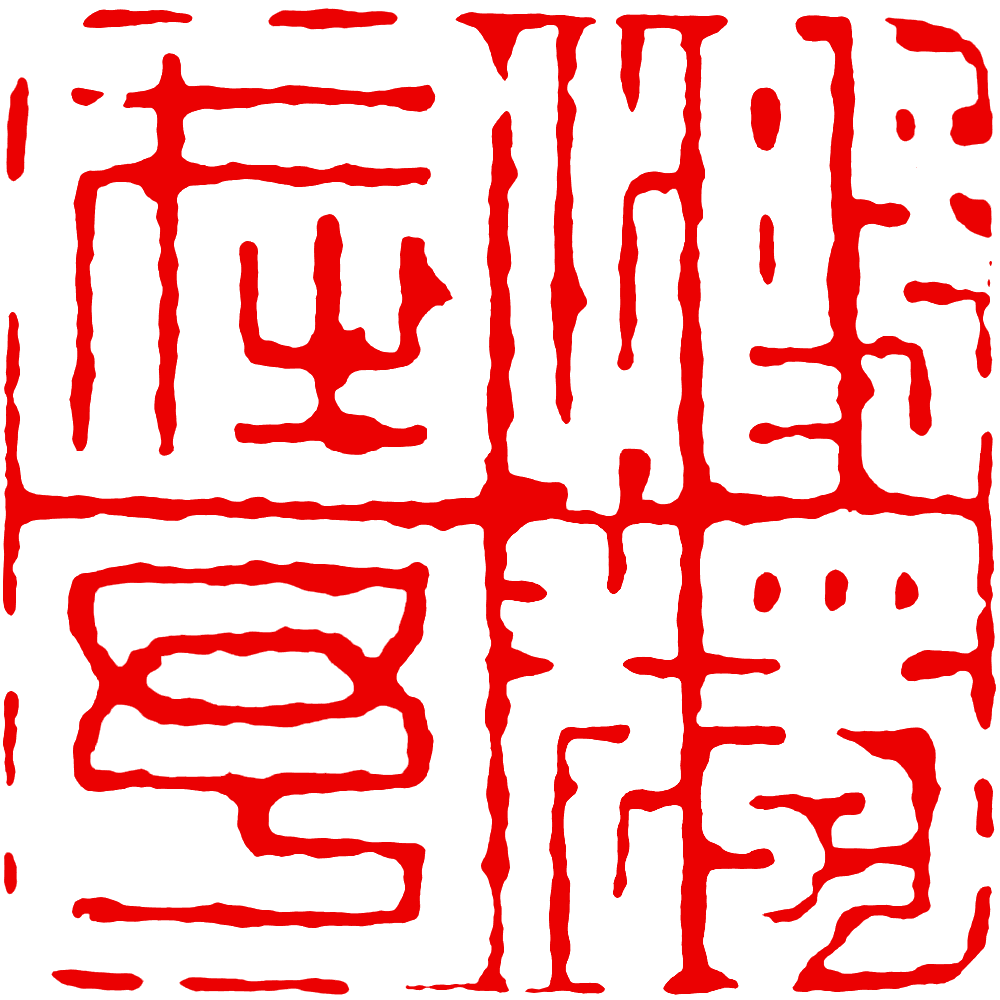
右白文，左朱文的章「慨獨在予」

## 应用

### 日常应用
汉代前，印章用于置放竹木简牍的木质方槽上的「印泥」，又稱「朱肉」。汉代后，印章用于钤盖于纸张。同时，印章也用于烙在马身上以作标记和大件物品发送的封用标记。
印章常用作簽署，統稱為「名印」。古代的名印可分以下種類：
| 名稱       | 例子                                            | 圖例                                | 用途 |
| ---------- | ----------------------------------------------- | ----------------------------------- | --- |
| 姓名印     | 「李小狼印」或「李小狼」                        | 李小狼印 · 李小狼                   | 表示個人的姓名。 |
| 表字印     | 「字矗昊」或「矗昊」                            | 字矗昊 · 矗昊                       | 表示個人的表字。 |
| 臣妾印     | 「臣劉鳴釧」或「臣小明」（男） 「妾美櫻」（女） | 臣劉鳴釧 · 臣小明 · 妾美櫻          | 臣子、妃嬪、命婦、女官於上呈皇帝的文件上所用的印。                                                                                                 |
| 書簡印     | 「如佩信印」                                    | 如佩信印                            | 用於書信下款。 |
| 迴文印     | 「李小狼印」、「吳之鯨印」                      | 李小狼印 · 吳之鯨印                 | 表示姓名，但文字以逆時針方向排列，與一般從上至下、 左至右排列文字的印章不同。可與姓名印比較兩者差異。 有時用於寫作的作品，即印於書的自序作為簽署。 |
| 總印       | 「大英伯明皇龍正之章」                          | 大英伯明皇龍正之章                  | 表示名字和來自何方。 |
| 官印       | 「益都路管軍千戶建字号之印」、 「平定縣印」     | 益都路管軍千戶建字号之印 · 平定縣印 | 表示官位、官方機構或管治地域等。 |
| 國璽、帝璽 | 「大清帝國之璽」、 「文帝行璽」                 | 大清帝國之璽 · 文帝行璽             | 代表國家或君主。 |

直至現在，在東亞地區使用名印簽署仍然很普遍，且具備法律效力。因此用作簽署的印章必須妥善保管，以免被人盜用。現時台灣、韓國、朝鮮等地的最常見的名印刻有簽署者姓名，中國大陸則在中華人民共和國成立後因將其視為“傳統的舊時代產物”而逐漸以簽名取代個人印章，但現時的中國大陸仍然有很多人在使用個人印章。日本的一般只有姓氏，一些常見姓氏的現成印章可以於市面上購買。
在日本和韓國，用作簽署用的印章需要登記方有法律效力，日本和韓國各地有專門的政府機構負責登記印章。日本會為已登記的印章發出「印鑑登錄證明書」，已登記的印章稱為「實印」，未登記的稱為「認印」。韓國為已登記印章發出的文件稱為「印鑑證明書」，已登記的印章稱為印鑑或實印，「圖章」一般指未登記的。大部份韓國人有兩個姓名印章，圖章用作一般簽署，印鑑用於重要文件或重大交易、合約的簽署。

### 书法與繪畫作品中的应用

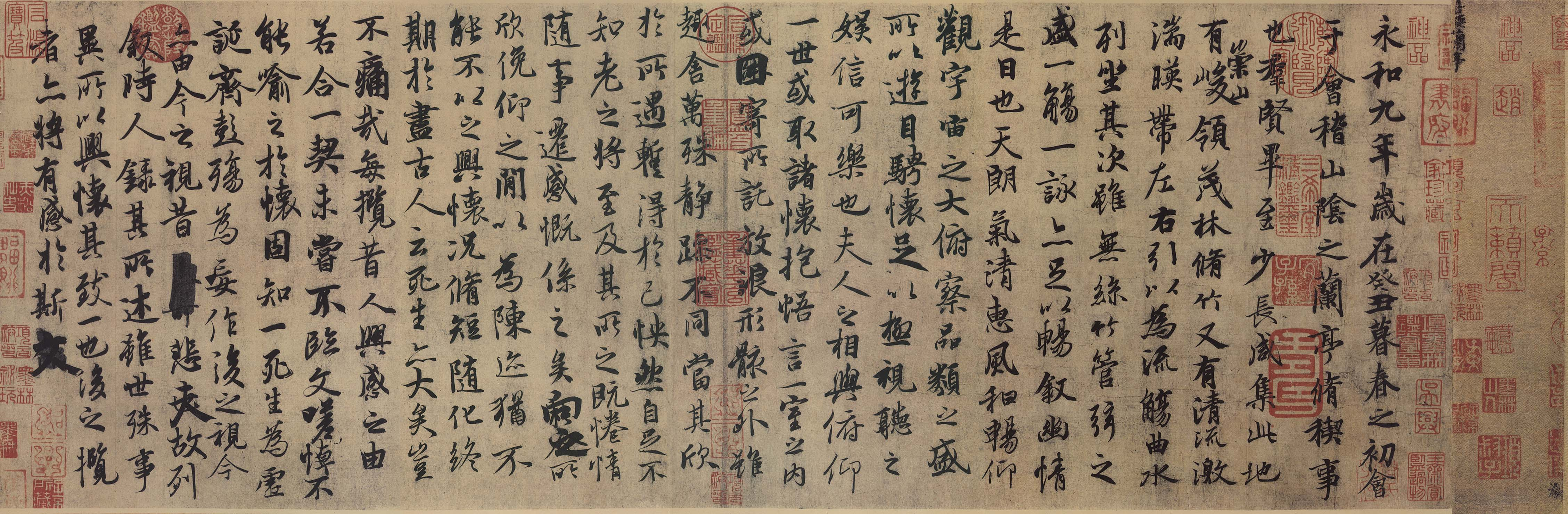
《蘭亭序·神龍本》。歷代擁有者印上無數印章，包括陰刻、陽刻、書体等。

中國書法作品中的印章分为名號章和閒章（或閒印）。而按照印章所盖的位置又分为迎首章（盖于作品上首）和押腳章（盖于正文和下款之后）。印章与正文、题款共同构成书法作品的三大要素。
此外，東亞傳統繪畫也常有印章，具有簽署和裝飾的作用。一些書法、繪畫的擁有者也會在自己的收藏上蓋上印章。
「閒章」作爲一些愛好書畫人士的個人標記印，作用類似有特色的簽名，但沒有法律效力，以下是一些例子：
| 名稱     | 例子                   | 圖例                                    | 用途                                             |
| -------- | ---------------------- | --------------------------------------- | ------------------------------------------------ |
| 肖形印   | 福鹿印、虎印           | 福鹿印 · 虎印                           | 沒有文字，圖像作爲持印者代表。                   |
| 吉語印   | 「日就富貴」           | 日就富貴                                | 印上有吉祥短語。                                 |
| 黃神越章 | 「黃神越章天帝神之印」 | 黃神越章天帝神之印 · 黃神越章天帝神之印 | 古代用來驅邪避鬼，現在主要用來祝福遠行人士平安。 |
| 封泥     | (無)                   | (無)                                    | 用來封好信封或包裹的開口。                       |

此外，也有一些代表書齋、私墊、藏館的印章，統稱「齋印」，如下面的範例：
| 名稱   | 例子                                           | 圖例                               | 用途                                                                       |
| ------ | ---------------------------------------------- | ---------------------------------- | -------------------------------------------------------------------------- |
| 齋館印 | 「雅目齋」、「玄賞堂印」、 「定齋」            | 雅目齋 · 玄賞堂印 · 定齋           | 表示齋館的名字，同類印章有社團、商社、公司的印章。                         |
| 別號印 | 「白石道人」、「三橋居士」、 「白雲峰主」      | 白石道人 · 三橋居士 · 白雲峰主     | 表示持印者的別號，例如他的筆名。                                           |
| 收藏印 | 「不孤盦書畫記」、 「儀徵張錫組珍藏書画」      | 不孤盦書畫記 · 儀徵張錫組珍藏書画  | 蓋在圖書館、印刷館、畫館等保存的藏書、藏畫上。                             |
| 詞句印 | 「問梅消息」、 「千巖秋气高」、 「沽酒聽漁歌」 | 問梅消息 · 千巖秋气高 · 沽酒聽漁歌 | 上含詩句或短語，多蓋在擁有者所繪畫的水墨畫、所書寫的字帖等之上，大小不一。 |
| 花押印 | (無)                                           | 琵琶形押 · 魚形押                  | 具有圖像的個人特色印。                                                     |

## 资料来源及外部链接
- UK National Archives on seals （页面存档备份，存于）
- 本條目包含已處於公共領域的Herbermann, Charles (编). . . Robert Appleton Company. 1913. （页面存档备份，存于）
- Not All Online Authority Seals are Credible （页面存档备份，存于） - Harvard's Ben Edelman says "Suppose users have seen a seal on dozens of sites that turn out to be legitimate.  Dubious sites can present that same seal to encourage more users to buy, register, or download."

1. ↑  裴骃《史记集解》：“玺者，印信也。天子玺白玉螭虎钮，古者尊卑共之。月令曰：固封玺。左传曰：季武子玺书追而与之。此诸侯大夫印称玺也。卫宏曰：秦以前，民皆以金玉为印龙虎钮，唯其所好。秦以来，天子独以印称玺，又独以玉，羣臣莫敢用。”